# 多田榮吉
多田榮吉（日语：／ Tada Eikichi */?，1864年11月22日—？），日本兵庫縣人，政治人物，曾任淡水街長。

## 生平
多田榮吉在元治元年（1864年）和曆十月二十四日出生於今兵庫縣神戶市，為多田立介長男。1897年來臺，在臺北榮町（今衡陽路）開設千代田商會，販賣電氣用品，1905年遷居淡水，任淡水稅關酒保。1919年創設淡水興產組合，鼓勵民眾在閒暇時進行家庭副業，1920年獲推選成為帝國在鄉軍人分會名譽會員，同年擔任第一屆淡水街協議會員，並連任至1940年，任職時間最久。1921年6月擔任淡水生產販賣組合長，1927年3月擔任淡水副業利用販買組合長，同年5月擔任淡水築港期成同盟會委員長。1928年3月擔任淡水商工會會長，任內致力改善淡水港及振興商工，同時兼任淡水漁業組合長，使淡水產蛤量倍增。
1930年3月擔任淡水街長，任內拓寬關渡至淡水間道路，並新闢北新庄道路，以改善消費市場。其認為許多民眾公學校畢業後時常遊手好閒，若無教養及娛樂設施協助教化則容易走偏，便著手改建淡水圖書館，亦協助設立女子公學校，遷建滬尾小學校及興建校舍等。1933年9月擔任淡水商工會顧問，並辭任淡水街長一職，辭職後各贈一座金庫予小學校及女子公學校。後任臺北州畜產會特別議員、臺北州稅務課所轄郡部所得調查委員，1940年3月擔任保證責任淡水建築信用購買利用組合長。1945年日本戰敗後，多田一家遭遣返回神戶，據說其晚年鬱鬱寡歡，未曾與其他曾住在淡水的日人交際。

## 故居

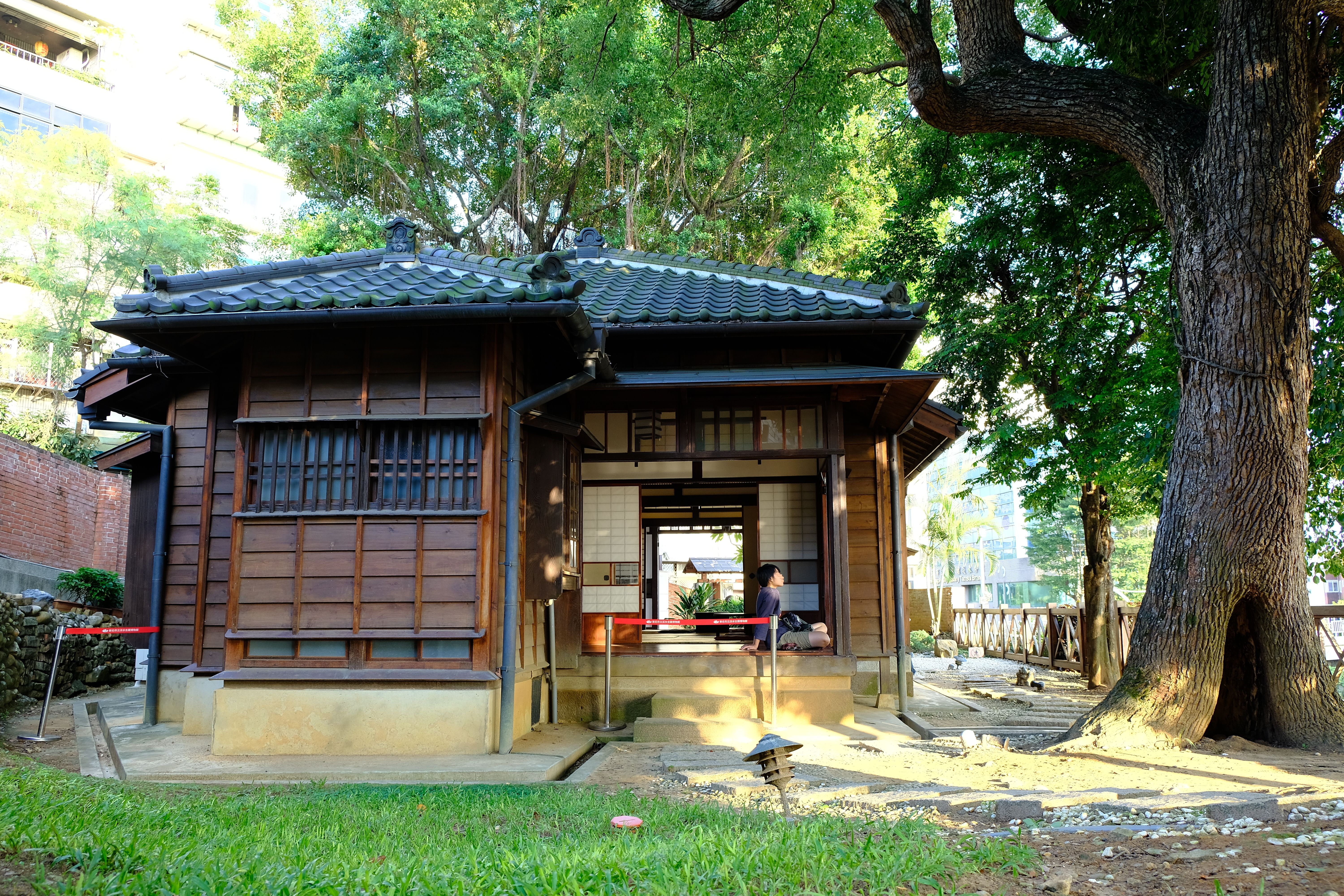
多田榮吉故居

1934年，多田榮吉在今馬偕街上興建住宅，即今之多田榮吉故居。